# هویشه (روستا)
 هویشه  به عربی ( الهویشة )، روستایی است در دهستان المقاطر از توابع استان شبوه در کشور یمن در شبه جزیره عربستان.

## جمعیت
جمعیت آن ( ۸۸) نفر (۷ خانوار) می‌باشد.